# Büyüktuzhisar, Bünyan
Büyüktuzhisar là một xã thuộc huyện Bünyan, tỉnh Kayseri, Thổ Nhĩ Kỳ. Dân số thời điểm năm 2008 là 2.187 người.